# Markus Flanagan
Markus Flanagan (Bryn Mawr, Pensilvania, 20 de agosto de 1964) es un actor estadounidense.
Flanagan nació en Bryn Mawr, Pensilvania. Coprotagonizó en la serie de Nickelodeon Unfabulous como Jeff Singer, el padre del personaje de Emma Roberts, desde 2004 a 2007. Otros créditos de televisión incluyen CSI: Crime Scene Investigation, CSI: Miami, Judging Amy, y Northern Exposure. Flanagan también interpretó a uno de los novios de Phoebe Buffay en la serie sitcom Friends en la tercera temporada. También tuvo un papel recurrente como Harry Dean en Melrose Place.
Flanagan hizo su debut importante actuando con Matthew Broderick y Christopher Walken en la película de 1988 Biloxi Blues basada en la obra de Neil Simon. También estuvo en Holiday In The Sun con las hermanas Olsen, interpretando a su padre.
Flanagan ha escrito cinco obras y es el fundador de la serie L.A. Café Plays en Santa Mónica. También es autor de One Less Bitter Actor, una guía para aquellos que están tratando de triunfar en el mundo del espectáculo.

## Filmografía

### Cine
| Año  | Título                     | Personaje                  |
| ---- | -------------------------- | -------------------------- |
| 1988 | Biloxi Blues               | Soldado Roy W. Selridge    |
| 1988 | Too Young the Hero         |                            |
| 1988 | The Beat                   |                            |
| 1989 | Perfect Witness            |                            |
| 1989 | Born on the Fourth of July |                            |
| 1990 | Sunset Beat                |                            |
| 1996 | Bloodhounds                |                            |
| 2001 | Malpractice                |                            |
| 2001 | Holiday in the Sun         | Directo-a-vídeo            |
| 2004 | Volare                     |                            |
| 2005 | Unscripted                 |                            |
| 2006 | Loving Annabelle           | Michael, exnovio de Simone |
| 2007 | The Kingdom                |                            |
| 2008 | Seven Pounds               |                            |
| 2010 | Meeting Spencer            |                            |
| 2010 | Life as We Know It         |                            |

### Televisión
| Año       | Título               | Personaje   | Notas                  |
| --------- | -------------------- | ----------- | ---------------------- |
| 1994      | Northern Exposure    |             |                        |
| 1994      | Cries from the Heart | Roger Barth | Película de televisión |
| 1998      | Charmed              |             | 1 Episodio             |
| 2001      | Judging Amy          |             |                        |
| 2002      | CSI: Miami           |             |                        |
| 2004–2007 | Unfabulous           |             |                        |
| 2006      | Numb3rs              |             |                        |
| 2006      | CSI: Las Vegas       |             |                        |
| 2007      | Heroes               |             |                        |
| 2009      | NCIS                 |             |                        |
| 2015      | Supernatural         |             |                        |